# 青山区 (武漢市)
青山区（せいざん-く）は中華人民共和国湖北省武漢市に位置する市轄区。

## 行政区画
- 街道:紅衛路街道、冶金街道、新溝橋街道、紅鋼城街道、工人村街道、青山鎮街道、武東街道、白玉山街道、鋼花村街道、鋼都花園街道

## 交通
- 武漢地下鉄

## 健康・医療・衛生
- 華潤武鋼総合医院
- 武漢市普仁医院
- 武漢市武東医院
- 武鋼第二職工医院
- 武漢市第九医院
- 武漢市石化医院